# Balthasar van den Bossche

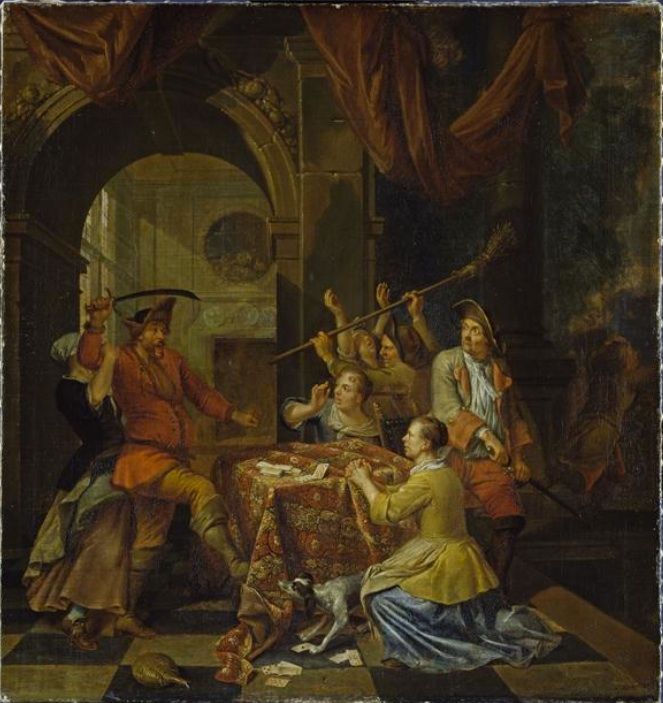
Pelea por un juego de cartas

Balthasar van den Bossche (1681-1715) fue un pintor flamenco conocido principalmente por su amplia gama de temas de género y retratos ocasionales.

## Vida
Balthasar van den Bossche nació en Amberes, donde estudió con el pintor de género flamenco Gerard Thomas, un artista que se especializó en pinturas de interiores de estudios y galerías de imágenes. Van den Bossche se convirtió en maestro del gremio de Amberes en 1697. Luego viajó a Francia y mantuvo un estudio en París durante algún tiempo.

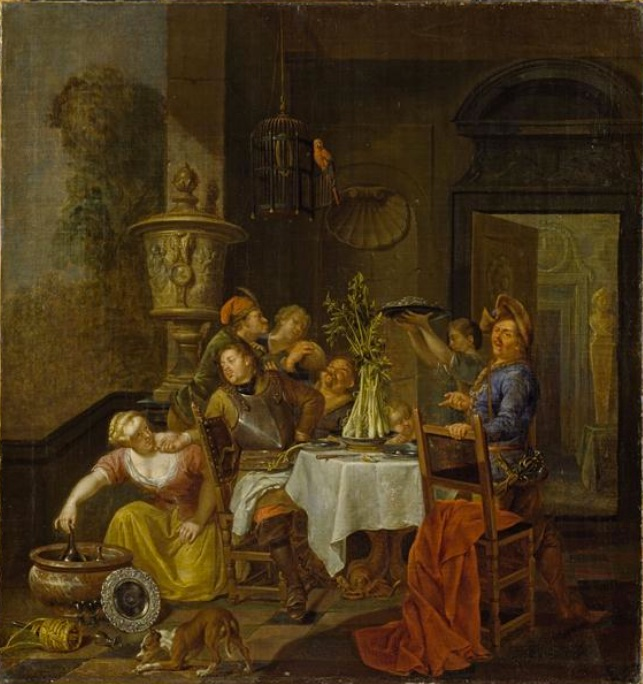
Feliz compañía

Regresó a Amberes en 1700 y trabajó para un marchante de arte. Al mismo tiempo continuó pintando con notable éxito. Tuvo importantes mecenas como el duque de Marlborough que visitó Amberes después de la batalla de Ramillies en 1706. El duque de Marlborough quedó tan impresionado por las obras de van den Bossche que le encargó pintar un retrato del duque que incluyera la escena de una batalla. Van den Bossche pintó el retrato en colaboración con Pieter van Bloemen, un conocido pintor de animales, en particular caballos.
En 1774, Sir Joshua Reynolds se refirió a van den Bossche al escribir sobre el pintor francés Antoine Coypel (1661-1722): 'La moderna afectación de la gracia en sus obras, así como en las de Bosch (sic) y Watteau, puede decirse que está separada por un tabique muy fino de la gracia más simple y pura de Correggio y Parmegiano '.
La exitosa carrera del artista se vio truncada por su muerte en Amberes en 1715. El retratista y pintor de género Jan Carel Vierpeyl fue uno de sus alumnos. 

## Obra

### General
Aunque las obras de van den Bossche incluyen algún que otro retrato individual o de grupo, la mayor parte de su producción explora los diversos temas de género que se habían introducido en la pintura flamenca y holandesa en el siglo XVII. Los temas preferidos de sus cuadros de género eran las galerías de arte y los estudios de artistas, que también eran los temas preferidos de su maestro Gerard Thomas. También pintó alquimistas en sus laboratorios, escenas de guardias, piezas de conversación, compañías alegres y visitas de médicos.
El estilo de su maestro era evidente en la obra de van den Bossche. Tenía la misma preferencia por representar lujosas habitaciones burguesas y piezas de conversación, que mostraban la superioridad social de sus clientes. Estos interiores estaban adornados con símbolos de cortesía, discernimiento artístico, moda y riqueza para resaltar que sus clientes poseían riqueza material y gracia social.
Al igual que otros artistas flamencos de su época, van den Bosche era consciente de la preferencia imperante en el mercado por el arte francés y parisino y adaptó su estilo flamenco para ajustarse a los gustos de París.
Como era habitual en Amberes, van den Bossche colaboró con otros pintores especializados. Están documentadas sus colaboraciones con Pieter van Bloemen (especialista en animales) y Jacob Balthasar Peeters (pintor de arquitectura).

### Estudios de artistas y galerías de arte.

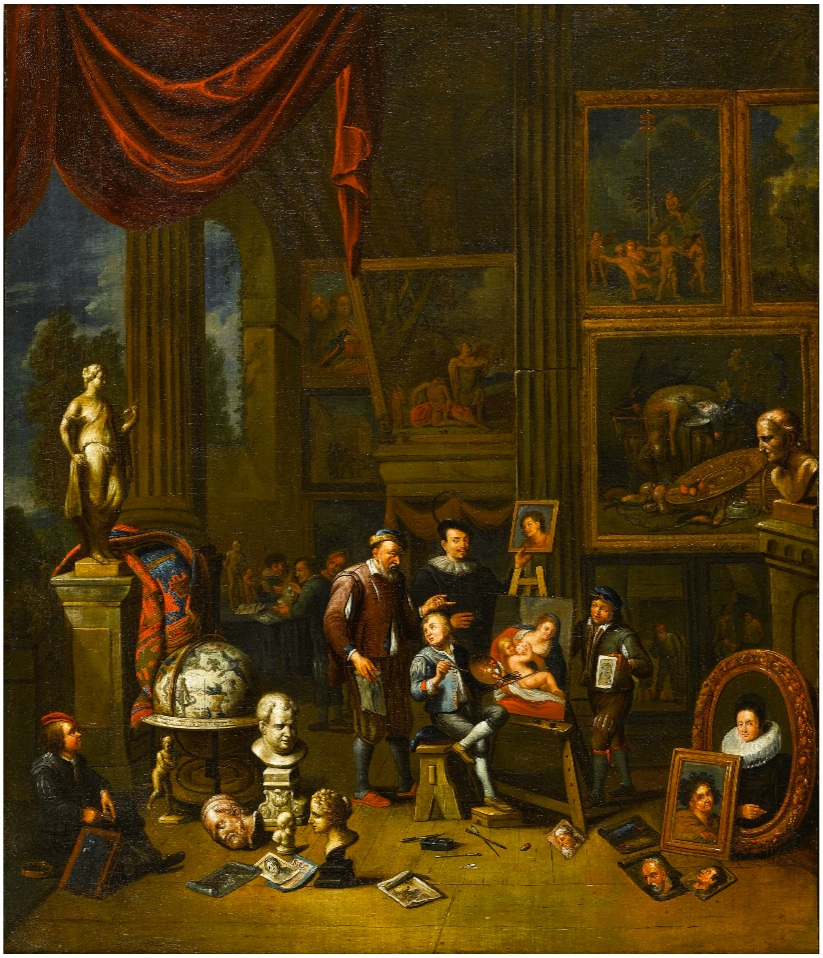
El estudio de un artista

Van den Bossche se hizo famoso con sus representaciones de interiores de estudios de artistas y galerías de coleccionistas de arte. A menudo pintaba obras colgantes en las que uno de los pares de cuadros representaba el estudio de un artista y el otro al mecenas en su casa con su colección.
El género de los "cuadros de galería" es originario de Amberes, donde Frans Francken el Joven y Jan Brueghel el Viejo fueron los primeros artistas en crear cuadros de arte y colecciones de curiosidades en la década de 1620. Las pinturas de galerías representan grandes salas en las que se exponen muchos cuadros y otros objetos preciosos en un entorno elegante, normalmente con la presencia del propietario. Las primeras obras de este género representaban objetos de arte junto con otros artículos, como instrumentos científicos o especímenes naturales peculiares. El género se hizo inmediatamente muy popular y fue seguido por otros artistas como Jan Brueghel el Joven, Cornelis de Baellieur, Hans Jordaens, David Teniers el Joven, Gillis van Tilborch y Hieronymus Janssens. Las galerías de arte representadas eran galerías reales o imaginarias, a veces con figuras alegóricas. El desarrollo posterior del género al que contribuyó van den Bossche representó a los personajes de las pinturas de galerías de una manera que enfatizaba que formaban parte de una élite con un conocimiento privilegiado del arte. Así, sus cuadros de galerías eran un medio para acentuar la noción de que la capacidad de discernimiento asociada al conocimiento es socialmente superior o más deseable que otras formas de conocimiento.

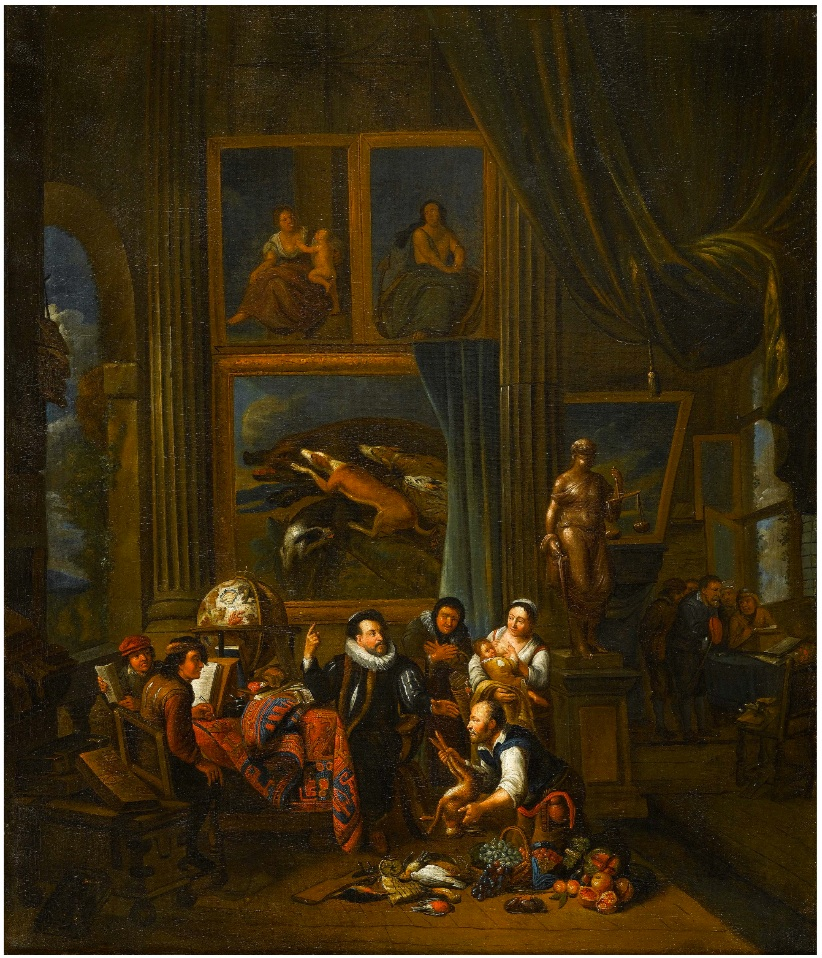
La galería de arte de un noble

El género del estudio de artista se desarrolló en el siglo XV, cuando los artistas empezaron a representarse a sí mismos bajo formas históricas elevadas, ya sea como el evangelista Lucas pintando a María y al Niño Jesús o como pintores famosos de la antigüedad, como Apeles, pintor de Alejandro Magno. Los pintores neerlandeses del siglo XVII invirtieron las tradiciones de los dos siglos anteriores, rechazando las apariencias históricas y los escenarios idealizados y sustituyéndolos por imágenes más directas y reales del pintor en su trabajo. Algunos artistas como Adriaen van Ostade crearon imágenes de estudios muy deteriorados, como si un pintor de escenas campesinas como él debiera ser un campesino en la vida real. Otros, como Gerrit Dou, refinaron el género convirtiéndolo en eruditas alegorías de las artes. Sin embargo, el género nunca pretendió ofrecer una representación realista de un estudio de artista, sino que era una representación y promoción de una visión particular del papel o el estatus de los artistas. Los estudios de artistas suelen representarse con el atrezzo utilizado por los artistas en la creación de sus obras. Van den Bossche suele reutilizar los mismos elementos de atrezzo en varios tratamientos de los estudios de artistas. Por ejemplo, la pesada cortina y el globo terráqueo de Un estudio de artista (vendido en Sphinx Fine Art) reaparecen en el Estudio de un artista que conserva el Hermitage. Van den Bossche incluyó en estas obras una ventana que se abre a una frondosa vista italianizante. Como en todos los retratos de estudios de artistas del siglo XVII, la luz en estas escenas de estudio y galería procede del norte y de las ventanas laterales, más que de los paneles del techo.

### Médicos y alquimistas

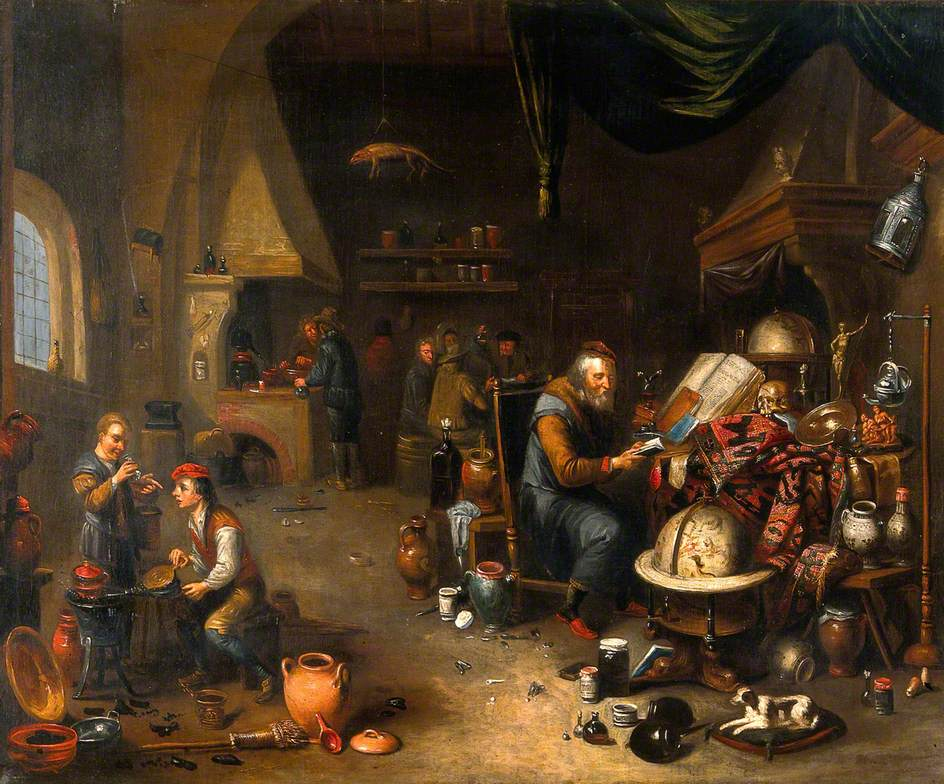
Un alquimista en su laboratorio.

El tema de los médicos y alquimistas fue muy popular en la pintura de género flamenca y holandesa del siglo XVII. David Teniers el Joven fue el principal contribuyente a este género y a su iconografía en Flandes. La opinión pública sobre los practicantes de ambos oficios era ambivalente y los médicos y alquimistas eran considerados o bien como personas seriamente comprometidas con la búsqueda del conocimiento o bien como charlatanes que utilizaban el engaño para buscar un beneficio material. La ambivalencia de esta actitud se refleja en las representaciones artísticas de médicos y alquimistas.
Aunque los alquimistas se ocupaban principalmente de la transmutación de metales comunes en otros más nobles, sus esfuerzos eran más amplios y también implicaban el uso de sus técnicas para diagnosticar o curar a las personas (la llamada "iatroquímica", cuyo objetivo era proporcionar soluciones químicas a las enfermedades y dolencias médicas). Por lo tanto, había un solapamiento con el papel de los médicos. Uno de los métodos populares de diagnóstico médico era la llamada "uroscopia", el análisis de la orina de un paciente. Mientras que en la Edad Media se consideraba un método de diagnóstico válido, su validez fue atacada por médicos de mentalidad más moderna en el siglo XVII. La práctica de la uroscopia y los interrogantes sobre su uso por parte de los médicos impulsaron las pinturas de género sobre el tema del "piskijker" ("mirador de orina"). Normalmente, mostraban la inspección por parte de un médico o un curandero de un frasco de orina proporcionado por una mujer joven. Si la inspección revelaba la imagen de un feto, era una prueba de que la mujer estaba embarazada.

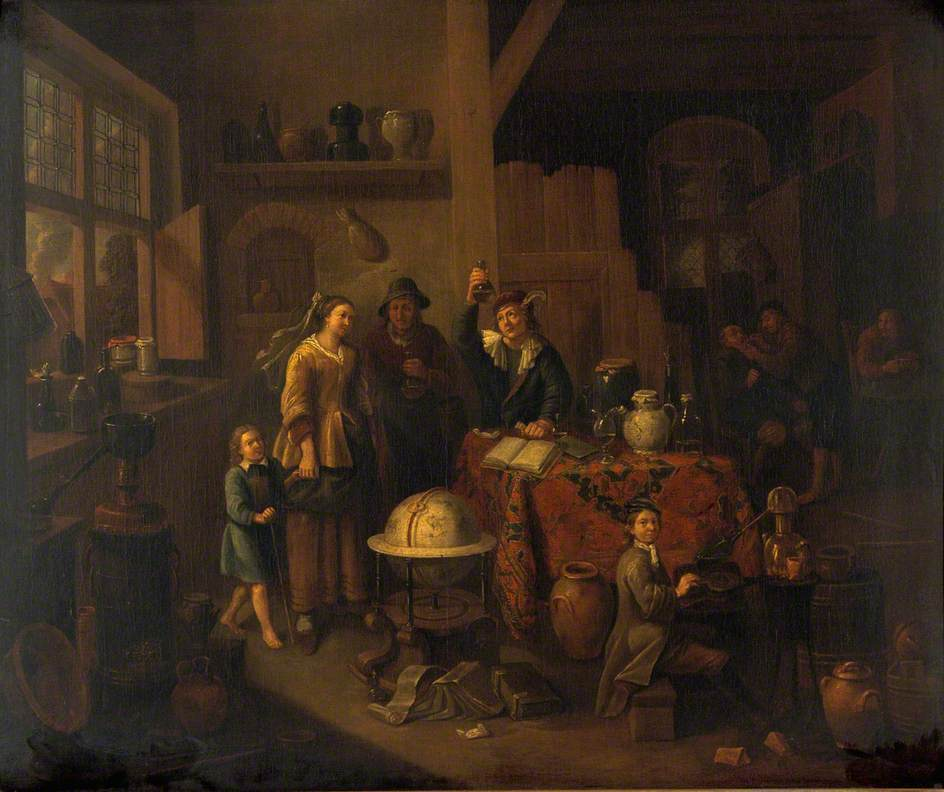
Un hombre examinando un matraz de orina.

Un ejemplo de la contribución de van den Bossche al género es la composición Un hombre examinando un frasco de orina, que muestra a un hombre examinando un frasco de orina con fines de diagnóstico médico. Está rodeado de aparatos y libros alquímicos y académicos. Una madre, una hija y un niño le consultan. Una posible interpretación de la escena es que intentan averiguar si la hija está embarazada. Otra escena con un tema similar, titulada El iatroquímico (Fundación del Patrimonio Químico), muestra a un hombre (el iatroquímico) que sostiene para su inspección un orinal que le ha traído un criado. El iatroquímico está consultando al mismo tiempo un manual. La habitación contiene una serie de herramientas alquimistas, pero está claro que no pretende ser una representación realista del área de trabajo de un alquimista o de un médico. Esto queda claro por el hecho de que muchos de los motivos de la escena están tomados de Teniers o de otras obras del propio van den Bossche, como el globo terráqueo y la alfombra turca, que también utilizó en algunas de sus escenas de estudio artístico. Las representaciones de van den Bossche del tema de la uroscopia no parecen criticar al iatroquímico, sino que lo muestran como una persona a la que los pacientes acuden en la confianza de que es un hombre de conocimiento.

### Escenas de la sala de guardia

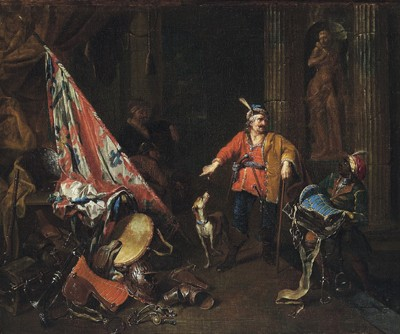
Escena de la sala de guardia

Balthasar van den Bossche también pintó varias escenas de guardias. Una escena de sala de guardia suele representar un interior con oficiales y soldados que se divierten. Las escenas de la sala de guardia suelen incluir a mercenarios y prostitutas repartiéndose el botín, acosando a los cautivos o participando en otras formas de actividades reprobables.
Las escenas de guardias de Van den Bossche no incluían las escenas bulliciosas más comunes en el siglo XVII, sino que representaban ambientes más íntimos de oficiales con sus sirvientes. Un ejemplo de escena de sala de guardia de Van den Bossche es la Escena de sala de guardia (vendida en el Dorotheum el 14 de abril de 2005, Viena, lote 116), que muestra a un oficial de aspecto oriental que está dando instrucciones a un sirviente africano para que añada una silla de montar a un montón de armas, un tambor, partes de armadura y un estandarte de guerra en el primer plano del cuadro. La armadura representada en el cuadro ya estaba desfasada en el momento en que se pintó, ya que las armaduras metálicas, las corazas y los cascos dejaron de utilizarse a partir de la década de 1620. Es posible que, en consonancia con la intención moralizadora del género, la armadura sea una referencia al motivo de la vanitas de la fugacidad del poder y la fama.